# King Solomon Hill
King Solomon Hill (Pseudonym von Joe Holmes; * 1897 bei McComb (Mississippi); † 1949 in Sibley (Louisiana)) war ein früher US-amerikanischer Blues-Sänger und Gitarrist, von dem einige Aufnahmen aus dem Jahr 1932 bekannt sind.

## Identität
Big Joe Williams gab in einem Interview mit Bob Koester an, er habe seine ersten Aufnahmen unter dem Namen „King Solomon Hill“ gemacht. Diese Geschichte wurde von Samuel Charters in seinem Buch The Country Blues veröffentlicht. Williams hatte Blind Lemon Jefferson nicht gekannt, daher handelte für ihn der Song My Buddy Blind Papa Lemon von einem anderen Musiker. In einer Fußnote räumte Charters Zweifel ein, da sich die Aufnahmen von King Solomon Hill und Big Joe Williams erheblich voneinander unterschieden, insbesondere was den Gesang betraf. In seinem späteren Buch The Bluesmen ließ Charters die Geschichte von Williams fallen und verwies stattdessen auf die starke Ähnlichkeit zwischen King Solomon Hill und Sam Collins, woraufhin einige Bluesforscher annahmen, dass Hill und Collins identisch seien.
Es war schließlich Gayle Dean Wardlow, der Hill als Joe Holmes identifizierte. Ihm widersprach ein anderer bekannter Bluesforscher, David Evans. Wardlow konnte jedoch Zeitzeugen ausfindig machen, die Joe Holmes gekannt hatten und seine Stimme auf den Aufnahmen von King Solomon Hill erkannten. Einer dieser Zeitzeugen lebte in Yellow Pine südlich von Sibley (Louisiana), wo es eine überwiegend von Afroamerikanern bewohnte Siedlung gab, die früher als King Solomon Hill bekannt war. Keiner der Zeitzeugen konnte sich erinnern, dass Holmes den Namen King Solomon Hill verwendete. Wardlow nahm daher an, dass das Musiklabel Paramount Records die Adresse von Holmes als seinen Künstlernamen wählte.

## Biografie
Joe Holmes wurde 1897 nahe McComb (Mississippi) geboren. 1915 folgte er seinem Bruder in den Norden Louisianas, wo er Roberta Allums heiratete. 1920 kehrte er mit seiner Frau und ihrem gemeinsamen Kind Essie nach McComb zurück. Hier spielte er mit dem bekanntesten Bluesmusiker der Gegend, Sam Collins, bekannt als „Salty Dog Sam“ und „Cryin’ Sam Collins“.
Ein Jahr später zogen Roberta und Essie zurück nach Sibley, während Joe seine musikalische Karriere fortsetzte, zunächst in McComb, dann als Wandermusiker, der immer wieder nach Sibley kam. Er trat auch in Minden (Louisiana) auf, wo sein Freund George Young lebte. 1928 kam Blind Lemon Jefferson nach Minden, und Holmes und Young gingen mit ihm nach Wichita Falls in Texas. Später schrieb Holmes den Song My Buddy Papa Lemon über seine Zeit mit Jefferson.
Holmes lernte Willard Thomas kennen, bekannt als Ramblin’ Thomas, der sein bevorzugter musikalischer Partner wurde. Holmes kam oft nach Shreveport in Louisiana, um mit Thomas aufzutreten.
Über sein sonstiges Leben ist wenig bekannt. Er wurde als starker Trinker bezeichnet. Joe Holmes starb 1949 in Louisiana an einer Hirnblutung.

## Aufnahmen
Als Holmes 1932 in Minden (Louisiana) auftrat, wurde er eingeladen, Aufnahmen für Paramount zu machen. Mit verschiedenen anderen Musikern wurden in Grafton (Wisconsin) mindestens 28 Titel aufgenommen, darunter sechs von Holmes. Es wurden 14 Schallplatten veröffentlicht, darunter drei von Holmes unter dem Namen King Solomon Hill. Da Paramount in finanziellen Schwierigkeiten war, wurden nur kleine Auflagen gepresst. Nur wenige der Schallplatten sind bis heute erhalten; erst 2002 wurde ein Exemplar von Paramount 13125 mit My Buddy Papa Lemon und Times Has Done Got Hard wiederentdeckt.

## Diskografie
Acht Aufnahmen (sechs Titel) von King Solomon Hill sind bekannt:
- Down on My Bended Knee (Take 1)
- Down on My Bended Knee (Take 2)
- The Gone Dead Train
- My Buddy Blind Papa Lemon
- Tell Me Baby
- Times Has Done Got Hard
- Whoopee Blues (Take 1)
- Whoopee Blues (Take 2)